# Samira Makhmalbaf
Samira Makhmalbaf (persiska: سمیرا مخملباف), född 15 februari 1980 i Teheran, är en iransk filmregissör, producent och manusförfattare. Hon tillhör den nya vågen inom iransk film. Hon är dotter till filmskaparen Mohsen Makhmalbaf och äldre syster till filmskaparen Hana Makhmalbaf.

## Karriär
Vid 17 års ålder, sedan hon hade regisserat två videoproduktioner, fortsatte Makhmalbaf att regissera sin första långfilm, La Pomme (Äpplet). Hon presenterade La Pomme på filmfestivalen i Cannes. I en intervju på London Film Festival 1998 sade Samira Makhmalbaf att hon kände att La Pomme inte var godkänd i Iran enligt de nya omständigheterna och den förändrade atmosfären som rådde på grund av Mohammad Khatamis presidentskap. La Pomme bjöds in till mer än 100 internationella filmfestivaler under en period av två år, samtidigt som den visades i mer än 30 länder. År 2000 var  Makhmalbaf medlem i juryn vid den 22:a Moskvas internationella filmfestival.
Samira Makhmalbaf har vunnit och nominerats till ett flertal utmärkelser. Hon nominerades två gånger till filmfestivalen Guldpalmen för Takhté siah (Blackboards) (2001) och Panj é asr (At Five in the Afternoon) (2003). Hon vann Prix du Jury i Cannes för båda filmerna 2001 respektive 2003. Hon vann också Sutherland Trophy vid Londons filmfestival för The Apple 1998 och UNESCO-priset vid filmfestivalen i Venedig 2002 för 11'09''01 – September 11. År 2003 utsåg en kritikerpanel på den brittiska tidningen The Guardian Makhmalbaf som en av de 40 bästa regissörerna idag.
Under produktionen av Asbe du-pa (Tvåbent häst) blev Makhmalbaf och hennes skådespelare anfallna när de filmade i Afghanistan. Produktionen avstannade när en man som hade infiltrerat uppsättningen som statist kastade en handgranat från taket på en lokal basar. Attacken skadade sex medverkande allvarligt och dödade en häst. I en intervju sa Makhmalbaf, "Jag såg små pojkar falla till marken och hela gatan var full av blod... Min första tanke var att jag inte skulle få se min far mer." Makhmalbaf var fast besluten att fortsätta. Hon avslutade sin film och höll den första premiären 2008 i Frankrike.
Asbe du-pa har blivit nominerad till olika internationella filmfestivaler. Den erhöll priser på Ghent International Film Festival, Filmfestivalen i San Sebastián och Tallinn Black Nights Film Festival.

## Filmografi i urval
- 1998 – Äpplet (manus och regi)
- 2000 – Takhté siah (manus och regi)
- 2002 – 11'0901 - September 11 (delen "Iran"; manus och regi)
- 2003 – Fem på eftermiddagen (manus och regi)
- 2008 – Asbe du-pa (regi, produktion och foto)